# Otava
Otava (în germană Wottawa) este un râu din Republica Cehă, un afluent de stânga al râului Vltava. Curge prin regiunile Plzeň și Boemia de Sud. Apare la confluența râurilor Vydra și Křemelná. Împreună cu Vydra, care este afluentul său principal, Otava are o lungime de 134,8 kilometri (83,8 mi), ceea ce înseamnă că este al 13-lea cel mai lung râu din Cehia. Fără râul Vydra, are o lungime de 111,7 kilometri (69,4 mi). Bazinul său hidrografic are o suprafață de 3.826,9 kilometri pătrați (1.477,6 mi2). Numele râului este probabil de origine preslavă. Debitul său mediu la gura de vărsare este de 26,0 m³/s. 

## Etimologie
Originea numelui este neclară. Cuvântul otava are sensul literal „a doua recoltă de iarbă” (în limba română otavă, fân), dar numele râului este probabil de origine preslavă, iar asemănarea cu cuvântul otava este doar întâmplătoare. O origine posibilă, dar nedovedită, este cuvântul germanic Vatahva, care are sensul de „apă rapidă”. Conform unei teorii, numele râului este derivat din cuvintele celtice áth a ava, care are sensul de „râu cu multe vaduri”.

## Geografie

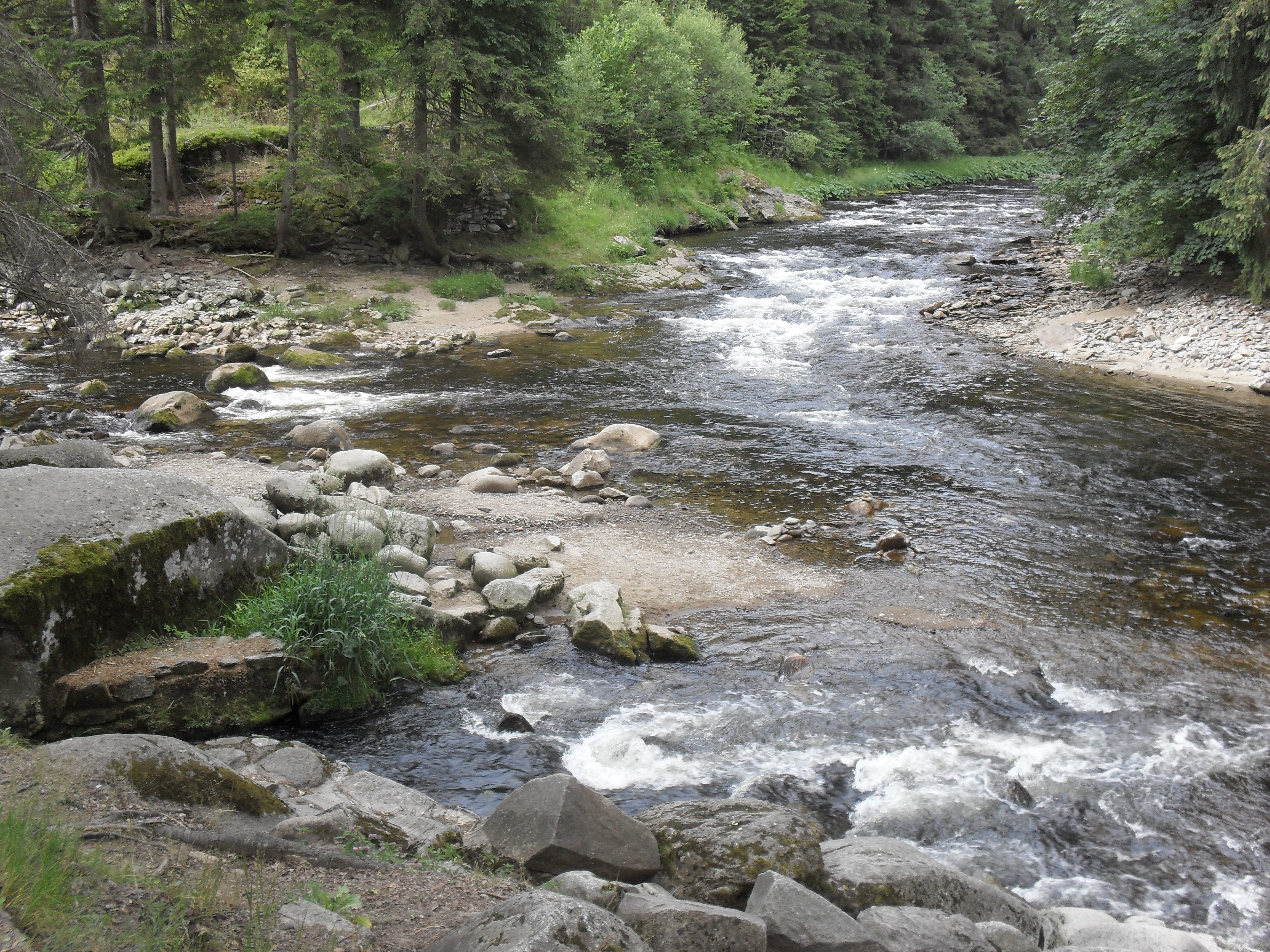
Confluența râurilor Vydra și Křemelná, care duce la formarea râului Otava

Din punct de vedere al gospodăririi apelor, Otava și Vydra sunt două râuri diferite, cu numerotare separată a kilometrilor de râu. Râul Otava propriu-zis este format prin confluența râurilor Vydra și Křemelná pe teritoriul comunei Hartmanice⁠(d) și are o lungime de 111,7 kilometri (69,4 mi). Dintr-un punct de vedere mai larg, Otava (ca râul Vydra) izvorăște pe teritoriul comunei Modrava⁠(d) în Pădurea Boemiei la o altitudine de 975 m (3.199 ft) și curge prin comunaZvíkovské Podhradí, unde se unește cu râul Vltava la o altitudine de 348 m (1.142 ft). Are o lungime de 134,8 kilometri (83,8 mi), ceea ce înseamnă că este al 13-lea cel mai lung râu din Cehia. Bazinul său hidrografic are o suprafață de 3.826,9 kilometri pătrați (1.477,6 mi2).
Otava are mulți afluenți relativ semnificativi, următorii fiind cei mai lungi:
| Nume afluent       | Lungime (km) | Afluent de |
| ------------------ | ------------ | ---------- |
| Blanice            | 94,7         | dreapta    |
| Lomnice            | 59.3         | stânga     |
| Volyňka            | 46.1         | dreapta    |
| Ostružná           | 41.2         | stânga     |
| Křemelná           | 32.9         | stânga     |
| Brložský potok     | 27.6         | stânga     |
| Vydra              | 23.7         | –          |
| Novosedelský potok | 23.5         | dreapta    |
| Březový potok      | 21.7         | stânga     |
| Volšovka           | 19.6         | stânga     |

Cel mai adânc punct al râului este situat lângă Přeborovice, în regiunea Strakonice. Adâncimea măsurată a fost de 7,5 m.

## Curs
Cele mai mari așezări prin care curge sunt orașele Písek⁠(d) și Strakonice. Râul curge prin teritoriile comunelor Hartmanice⁠(d), Rejštejn⁠(d), Dlouhá Ves⁠(d), Sušice⁠(d), Dobršín⁠(d), Rabí, Žichovice⁠(d), Velké Hydčice⁠(d), Malý Bor⁠(d), Horažďovice⁠(d), Střelské Hoštice⁠(d), Horní Poříčí⁠(d), Katovice, Strakonice, Slaník⁠(d), Přešťovice⁠(d), Štěkeň, Čejetice⁠(d), Putim⁠(d), Kestřany⁠(d), Písek, Čížová⁠(d), Vrcovice⁠(d), Vojníkov⁠(d), Vráž⁠(d), Ostrovec⁠(d), Oslov⁠(d), Varvažov⁠(d) și Zvíkovské Podhradí⁠(d). 

## Corpuri de apă
Bazinul hidrografic este bogat în iazuri cu pești, în special în zona bazinului České Budějovice. În zona bazinului se găsesc 4.768 de corpuri de apă; cel mai mare dintre ele fiind iazul Labuť cu o suprafață de 101 ha (250 acri), construit pe pârâul Kostratecký potok.
În zona de confluență a Vltavei și a Otavei, pe Vltava este construit vastul lac de acumulare Orlíka, care se extinde și pe cursul inferior al Otavei. În afară de acest lac de acumulare, nici un alt rezervor sau iaz nu este construit direct pe râul Otava.
Lacul de acumulare al barajului Orlicka a inundat confluența râurilor Otava și Vltava în 1959. Alte cinci baraje rămân de obicei ascunse sub apă: U Cajsů, U Sulanů, Smetiprach, Jistec și Pod Zvíkovem. În 2015, din cauza unei secete severe, au apărut deasupra apei pentru prima dată, cu excepția lui Pod Zvíkovem aflat chiar înainte de confluență.

## Istorie
În vremuri antice, malurile Otavei erau populare pentru prelucrarea aurului. Este încă posibil ca în zonă să se descopere cantități de aur Nisipul acoperit cu aur a dat și numele orașului Písek⁠(d) (literal „nisip”).

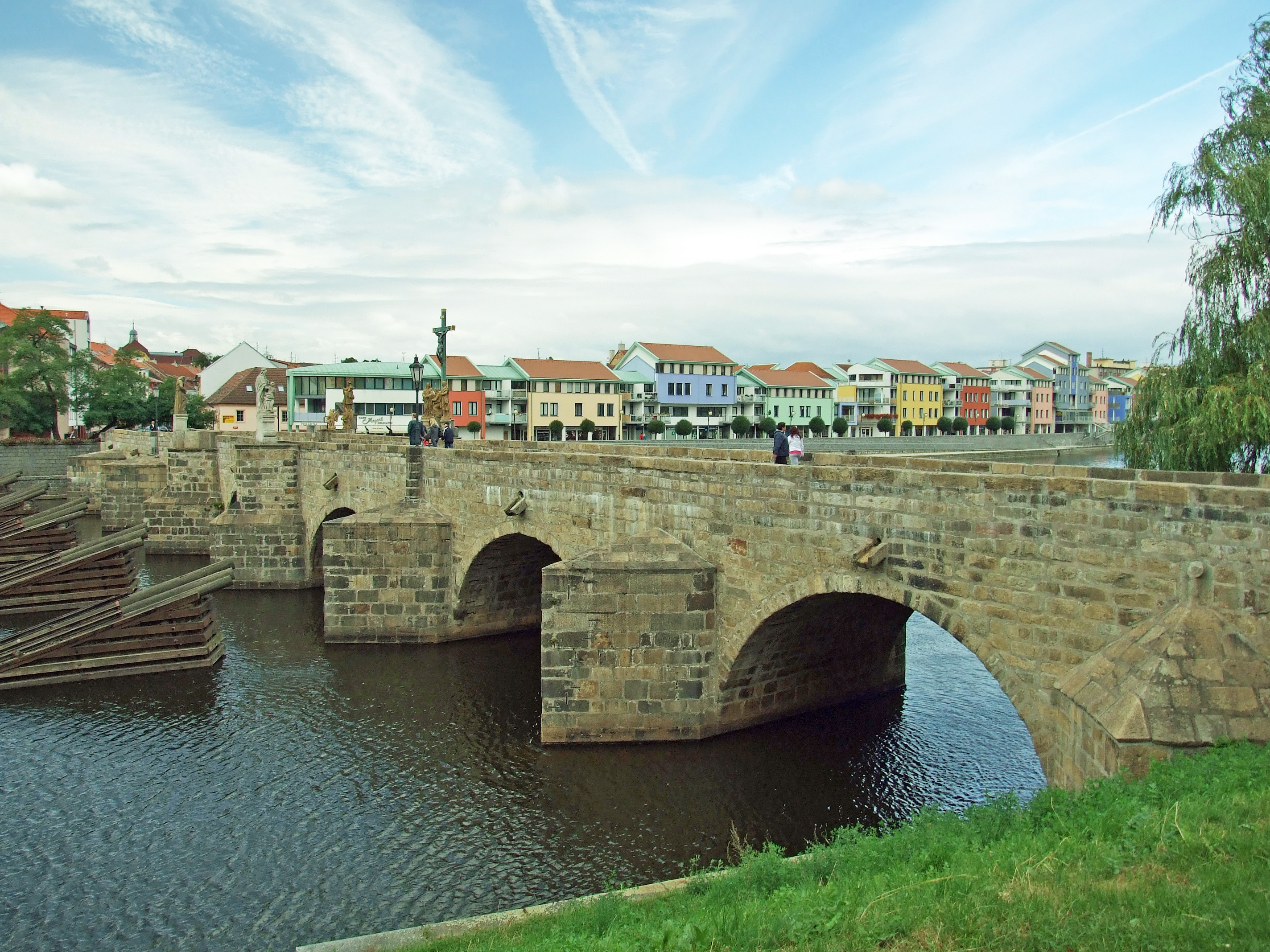
Pod de piatră din Písek sau Podul Vechi

## Turism
Se poate practica turism fluvial pe râul Otava. Cursul râului este mărginit de mai multe locuri de campare pentru turiști și vâslași.
Peste râul Otava se află cel mai vechi pod de piatră care s-a păstrat din Republica Cehă. Acesta este situat în orașul regal Písek și datează din secolul al XIII-lea, probabil din timpul domniei lui Ottokar al II-lea al Boemiei. În 1954 și 2002, au avut loc  inundații pe râu și podul istoric a fost amenințat să fie demolat. Este considerat monument cultural național. Neoficial, podul se numește Jelení (căprioară), conform legendei, deoarece în Evul Mediu s-a hotărât ca acesta să poarte numele primului care va trece peste el pe celălalt mal al Otavei. Dar s-a întâmplat ceva la care nimeni nu se aștepta și primul pieton a fost o căprioară din pădurile din apropiere, așa că podul poartă acum numele după aceasta.